# Amphideutopus oculatus
Amphideutopus oculatus är en kräftdjursart som beskrevs av J. L. Barnard 1959. Amphideutopus oculatus ingår i släktet Amphideutopus och familjen Aoridae. Inga underarter finns listade i Catalogue of Life.